# 刘馨 (自行车运动员)
刘馨（LIU Xin，1986年2月26日—），黑龙江人，中国女子自行车運動員。

## 簡歷
刘馨最初是短道速滑運動員，2004年经教练推荐，转型成公路自行车选手；後为備戰廣州亚运转攻场地自行车。
2010年11月，刘馨代表中國參加亞洲運動會，在女子记分赛贏得金牌。